# Ayia Napa
Ayia Napa (grekiska: Αγία Νάπα; turkiska: Aya Napa, även Aiya Napa, Agia Napa) är den största turistorten på Cypern och är beläget på öns östra sida.  Från Ayia Napa går motorvägen A3 som når ut till övriga Cypern.
Torget i Ayia Napa som anses vara stadens centrum är fyllt av restauranger och butiker. Kap Greco ligger 10 minuters bilfärd från staden och anses vara en av öns vackraste platser.
Aiya Napa ligger utmed havet och har en av de vackraste stränderna i Europa: Nissi Beach som enligt Tripadvisor rankas som den bästa stranden i Europa 2016. Med över 500 meter lång sandstrand belägen i en skyddad vik är Nissi Beach en av de mest populära resmålen i Ayia Napa.